# Liste der Monuments historiques in La Sentinelle (Nord)
Die Liste der Monuments historiques in La Sentinelle (Nord) führt die Monuments historiques in der französischen Gemeinde La Sentinelle auf.

## Liste der Bauwerke
| Bezeichnung       | Beschreibung         | Standort                                                              | Kennzeichnung | Schutzstatus | Datum | Bild           |
| ----------------- | -------------------- | --------------------------------------------------------------------- | ------------- | ------------ | ----- | -------------- |
| Coron de l’église | Bergarbeitersiedlung | 1–9, rue de Maubeuge 10–19, rue du Cateau 20-27, rue d’Avesnes (Lage) | PA59000154    | Inscrit      | 2009  | weitere Bilder |
| Kirche Ste-Barbe  |                      | Place du Capitaine-Nicod (Lage)                                       | PA59000144    | Classé       | 2009  |                |